# Брюертон (Нью-Йорк)
Брюертон (англ. Brewerton) — переписна місцевість (CDP) в США, в округах Онондага і Освіго штату Нью-Йорк. Населення — 3907 осіб (2020).

## Географія
Брюертон розташований за координатами 43°13′56″ пн. ш. 76°8′42″ зх. д. / 43.23222° пн. ш. 76.14500° зх. д. (43.232299, -76.144961).  За даними Бюро перепису населення США в 2010 році переписна місцевість мала площу 8,65 км², з яких 8,20 км² — суходіл та 0,45 км² — водойми.

## Демографія
Згідно з переписом 2010 року, у переписній місцевості мешкало 4029 осіб у 1644 домогосподарствах у складі 1083 родин. Густота населення становила 466 осіб/км².  Було 1772 помешкання (205/км²).
Расовий склад населення:
| - 95,3 % — білих - 1,3 % — чорних або афроамериканців - 0,8 % — азіатів - 0,6 % — корінних американців |

До двох чи більше рас належало 1,8 %. Частка іспаномовних становила 1,5 % від усіх жителів.
За віковим діапазоном населення розподілялося таким чином: 25,7 % — особи молодші 18 років, 63,6 % — особи у віці 18—64 років, 10,7 % — особи у віці 65 років та старші. Медіана віку мешканця становила 36,9 року. На 100 осіб жіночої статі у переписній місцевості припадало 96,6 чоловіків;  на 100 жінок у віці від 18 років та старших — 92,6 чоловіків також старших 18 років.
Середній дохід на одне домашнє господарство  становив 66 155 доларів США (медіана — 57 708), а середній дохід на одну сім'ю — 73 803 долари (медіана — 67 917). Медіана доходів становила 47 382 долари для чоловіків та 37 557 доларів для жінок. За межею бідності перебувало 21,0 % осіб, у тому числі 37,8 % дітей у віці до 18 років та 3,1 % осіб у віці 65 років та старших.
Цивільне працевлаштоване населення становило 2071 особа. Основні галузі зайнятості: освіта, охорона здоров'я та соціальна допомога — 26,1 %, транспорт — 11,1 %, мистецтво, розваги та відпочинок — 10,0 %, виробництво — 9,7 %.